# Cephalotes cordiventris
Cephalotes cordiventris é uma espécie de inseto do gênero Cephalotes, pertencente à família Formicidae.